# Scottish Second Division 2007/08
Die Scottish Football League Second Division wurde 2007/08 zum 33. Mal nach Einführung der Premier League als dritthöchste schottische Liga ausgetragen. Zudem war es die dreiunddreißigste Austragung als dritthöchste Fußball-Spielklasse der Herren in Schottland unter dem Namen Second Division. In der Saison 2007/08 traten 10 Vereine in insgesamt 36 Spieltagen gegeneinander an. Jedes Team spielte jeweils viermal gegen jedes andere Team. Bei Punktgleichheit zählte die Tordifferenz.
Die Meisterschaft gewann Ross County, das sich damit gleichzeitig die Teilnahme an der First Division-Saison 2008/09 sicherte. An den Aufstieg-Play-offs nahmen Airdrie United, die Raith Rovers und Alloa Athletic teil. Der Vizemeister aus Airdrie konnte sich in dieser erfolgreich durchsetzen und neben den Staggies aufsteigen. In der Relegation um den Verbleib in der Second Division kämpfte vergeblich der FC Cowdenbeath. Absteigen in die Third Division mussten zudem die Berwick Rangers. Torschützenkönig mit 24 Treffern wurde Andrew Barrowman von Ross County.

## Statistiken

### Abschlusstabelle
| Pl. | Verein              | Sp. | S  | U  | N  | Tore    | Diff. | Punkte |
| --- | ------------------- | --- | -- | -- | -- | ------- | ----- | ------ |
| 1.  | Ross County (A)     | 36  | 22 | 7  | 7  | 078:440 | +34   | 73     |
| 2.  | Airdrie United (A)  | 36  | 20 | 6  | 10 | 064:340 | +30   | 66     |
| 3.  | Raith Rovers        | 36  | 19 | 3  | 14 | 060:500 | +10   | 60     |
| 4.  | Alloa Athletic      | 36  | 16 | 8  | 12 | 057:560 | +1    | 56     |
| 5.  | FC Peterhead        | 36  | 16 | 7  | 13 | 065:540 | +11   | 55     |
| 6.  | Brechin City        | 36  | 13 | 13 | 10 | 063:480 | +15   | 52     |
| 7.  | Ayr United          | 36  | 13 | 7  | 16 | 051:620 | −11   | 46     |
| 8.  | FC Queen’s Park (N) | 36  | 13 | 5  | 18 | 048:510 | −3    | 44     |
| 9.  | FC Cowdenbeath      | 36  | 10 | 7  | 19 | 047:730 | −26   | 37     |
| 10. | Berwick Rangers (N) | 36  | 3  | 7  | 26 | 040:101 | −61   | 16     |

Platzierungskriterien: 1. Punkte – 2. Tordifferenz – 3. geschossene Tore – 4. Direkter Vergleich (Punkte, Tordifferenz, geschossene Tore)
| Saison 2007/08 |

| Zum Saisonende 2006/07 |                                   |
| (A)                    | Absteiger aus der First Division  |
| (N)                    | Aufsteiger aus der Third Division |

## Relegation
Teilnehmer an den Relegationsspielen waren der FC Cowdenbeath aus der diesjährigen Second Division, sowie die drei Mannschaften aus der Third Division, FC Stranraer, FC Montrose und FC Arbroath. Die Sieger der ersten Runde spielten in der letzten Runde um einen Platz für die folgende Scottish Second Division-Saison 2008/09.
Erste Runde
Die Hinspiele wurden am 30. April 2008 ausgetragen. Die Rückspiele am 3. Mai 2008.
|             | Gesamt |                | Hinspiel | Rückspiel |
| ----------- | ------ | -------------- | -------- | --------- |
| FC Arbroath | 3:2    | FC Cowdenbeath | 1:1      | 2:1 n. V. |
| FC Montrose | 1:4    | FC Stranraer   | 1:1      | 0:3       |

Zweite Runde
Das Hinspiel wurde am 7. Mai 2008 ausgetragen. Das Rückspiel am 10. Mai 2008.
|             | Gesamt |              | Hinspiel | Rückspiel |
| ----------- | ------ | ------------ | -------- | --------- |
| FC Arbroath | 2:1    | FC Stranraer | 2:0      | 0:1       |